# Trần Thiện Khiêm

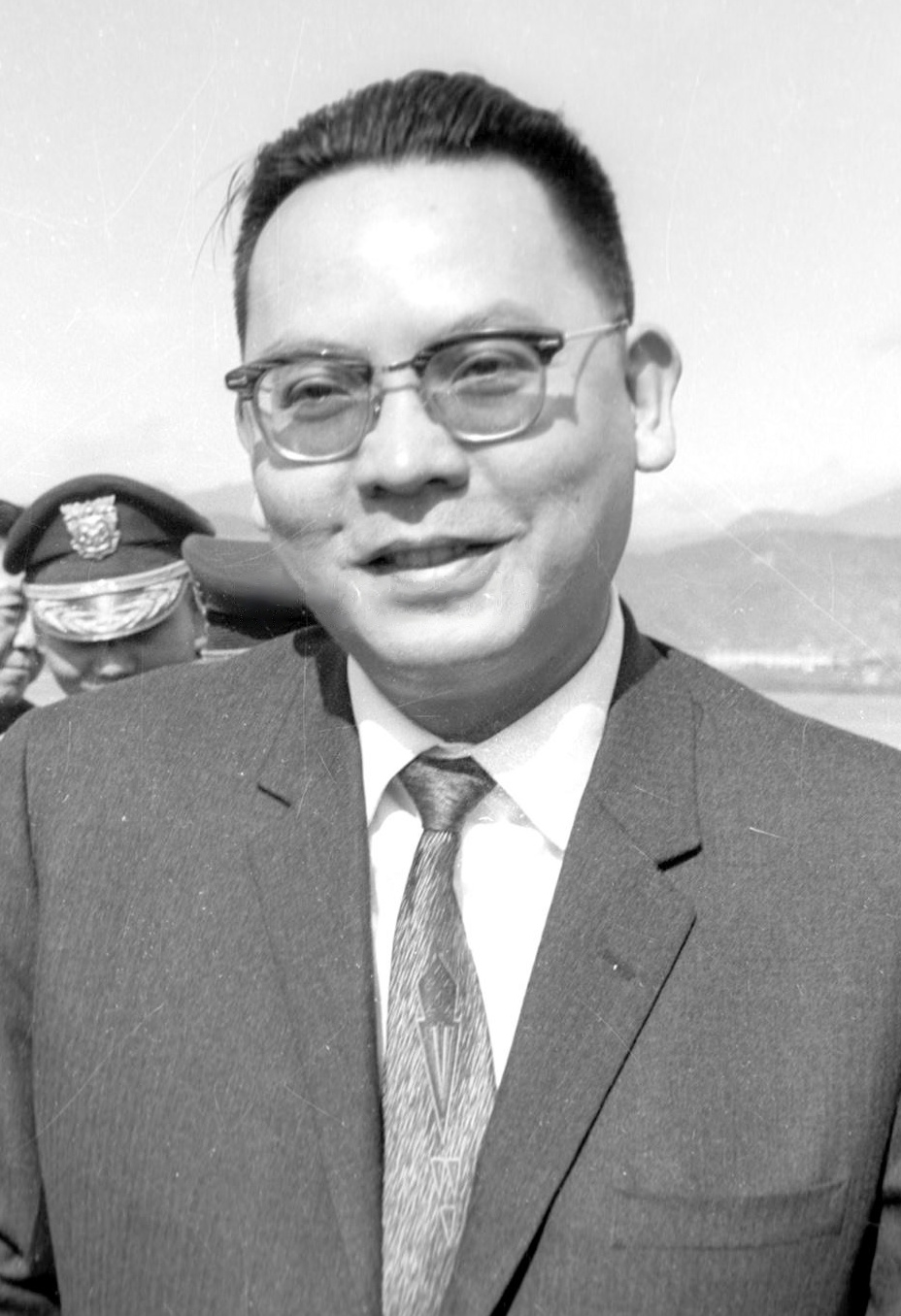
Trần Thiện Khiêm

Trần Thiện Khiêm (* 15. Dezember 1925 in Saigon; † 24. Juni 2021 in San José, Kalifornien) war ein südvietnamesischer Politiker und General der Armee der Republik Vietnam, der unter anderem zwischen 1969 und 1975 Premierminister der Republik Vietnam war.

## Leben

### Militärische Laufbahn, General und Chef des Generalstabes
Trần Thiện Khiêm begann nach dem Schulbesuch eine Offiziersausbildung an der Nationalen Militärakademie in Đà Lạt und schloss diese am 12. Juli 1947 ab. Im Juni 1948 wurde er zum Oberleutnant befördert und diente in dem von Frankreich unterstützten Staat Vietnam von Kaiser Bảo Đại in der Vietnamesischen Nationalarmee, die gegen die Việt Minh von Hồ Chí Minh kämpfte. 1951 wurde er zum Hauptmann sowie im Juli 1954 zum Major (Thiếu tá) befördert. Nach seiner Beförderung zum Oberst (Thượng tá) 1957 wurde er stellvertretender Chef des Generalstabes für Logistik und war als solcher im Oktober 1957 auch kommissarischer Chef des Vereinigten Generalstabes. Nachdem er zwischen 1957 und 1958 das Command and General Staff College (CGSC) der US Army in Fort Leavenworth absolviert hatte, war er nach seiner Rückkehr zwischen 1958 und Februar 1960 Kommandeur der 4. Felddivision. Im September 1960 wurde er Kommandeur der in Mỹ Tho stationierten 5. Division.
Als loyaler Unterstützer von Präsident Ngô Đình Diệm trug Khiêm dazu bei, den Militärputsch vom 11. November 1960 der Oberstleutnant Vương Văn Đông und Oberst Nguyễn Chánh Thi zu verhindern. Die enge Beziehung zum Präsidenten begründete sich unter anderem dadurch, dass der ältere Bruder des Präsidenten Pierre Martin Ngô Đình Thục, zwischen 1960 und 1968 Erzbischof von Huế, der Taufpate von Khiêm  war. Nach dem Putsch wurde er zum Brigadegeneral (Chuẩn tướng) befördert und Kommandeur der 21. Division. Im Dezember 1962 erfolgte seine Beförderung zum Generalmajor (Thiếu tướng) und Chef des Stabes der kombinierten Streitkräfte. Am 1. und 2. November 1963 kam es nach der Buddhistenkrise zu einem neuen Militärputsch unter Leitung von General Dương Văn Minh, der am 2. November 1963 zur Ermordung des Präsidenten und von dessen jüngeren Bruder, Innenminister Ngô Đình Nhu, führte. Nach dem Militärputsch wurde Khiêm im November 1963 als Chef des Stabes der kombinierten Streitkräfte abgesetzt und stattdessen Kommandierender General des in Saigon stationierten III. Korps, das sich aus der 5. Division in Mỹ Tho und der 7. Division in Biên Hòa zusammensetzte.

### Botschafter, Minister und Premierminister
Bereits am 30. Januar 1964 kam es zu einem weiteren Militärputsch unter den Generalen Nguyễn Khánh, Trần Thiện Khiêm, Nguyễn Văn Thiệu, Nguyễn Chánh Thi und Đỗ Mậu, die zur Absetzung des Militärischen Revolutionsrates führte, der aus Dương Văn Minh, Trần Văn Đôn, Lê Văn Kim, Tôn Thất Đính und Mai Hữu Xuân bestand. Đôn, Kim, Đính and Xuân wurden unter Hausarrest gestellt. Nach dem Putsch war Khiêm als General (Đại Tướng) Verteidigungsminister und Chef des Vereinigten Generalstabes. Er zwischen dem 27. August und dem 8. September 1964 neben Nguyễn Khánh und Dương Văn Minh noch Mitglied des Provisorischen Führungskomitees. Daraufhin brach der katholische Khiêm mit Khánh, dem er vorwarf, zu stark von buddhistischen Aktivisten beeinflusst zu sein. Er unterstützte einen von Lâm Văn Phát und Dương Văn Đức geleiteten fehlgeschlagenen Putsch am 13. September 1964 gegen Khánh. Danach wurde er zwischen 1964 und 1965 als Botschafter in die USA entsandt. Am 19. Januar 1965 unternahmen General Lâm Văn Phát and Colonel Phạm Ngọc Thảo einen weiteren Putschversuch, der dazu führen sollte, Trần Thiện Khiêm als Chef der Militärregierung einzusetzen. Nachdem der Staatsstreich fehlgeschlagen war, bekleidete Khiêm zwischen 1965 und 1968 den Posten als Botschafter in Taiwan.
Nach seiner Rückkehr wurde er 1968 in der zweiten Regierung von Premierminister Trần Văn Hương Innenminister sowie 1969 zugleich Stellvertretender Premierminister. Am 1. September 1969 übernahm er als Nachfolger von Trần Văn Hương selbst das Amt als Premierminister der Republik Vietnam und bekleidete dieses Amt bis zum 4. April 1975, woraufhin Nguyễn Bá Cẩn ihn ablöste. In seiner Regierung übernahm er von 1969 bis 1973 weiterhin das Amt als Innenminister und war ferner zwischen 1972 und 1975 auch Verteidigungsminister. Im Zuge der Eroberung Südvietnams durch Nordvietnam im Vietnamkrieg floh Trần Thiện Khiêm am 25. April 1975 gemeinsamen mit dem bisherigen Präsidenten Nguyễn Văn Thiệu nach Taiwan und ließ sich später in Virginia nieder.